# Квин Ан (округ Принс Џорџс, Мериленд)
Квин Ан (енгл. Queen Anne, Prince George's County) насељено је место без административног статуса у америчкој савезној држави Мериленд.

## Демографија
По попису из 2010. године број становника је 1.280.
| Група             | 2000.    | 2010.       |
| Белци             | 0 (0,0%) | 540 (42,2%) |
| Афроамериканци    | 0 (0,0%) | 639 (49,9%) |
| Азијати           | 0 (0,0%) | 16 (1,3%)   |
| Хиспаноамериканци | 0 (0,0%) | 49 (3,8%)   |
| Укупно            | 0        | 1.280       |